# ストロンガー・ザン・ビフォアー
『ストロンガー・ザン・ビフォアー』（Stronger Than Before）は、2005年にリリースされたオリビア・ニュートン＝ジョンのスタジオ・アルバムである。

## 解説
- 「キャン・アイ・トラスト・ユア・アームズ」は娘クロエ・ラッタンジーが作詞を手がけた。
- 「ドント・ストップ・ビリーヴィン」は1976年に発表された楽曲（邦題「たそがれの恋」）のセルフカバー。
- 2006年の来日公演の際に記念盤として前作『インディゴ:ウーマン・オブ・ソング』とともに日本盤が発売された。

## 収録曲
1. ストロンガー・ザン・ビフォアー - Stronger Than Before
2. ホエン・ユー・ビリーヴ - When You Believe
3. フェノミナル・ウーマン - Phenomenal Woman
4. アンダー・ザ・スキン - Under the Skin
5. パス・イット・オン - Pass It On
6. ザッツ・オール・アイ・ノウ・フォー・シュア - That's All I Know for Sure
7. ホエン・アイ・ニーデッド・ユー - When I Needed You
8. キャン・アイ・トラスト・ユア・アームズ - Can I Trust Your Arms
9. ドント・ストップ・ビリーヴィン - Don't Stop Believin
10. セレニティ - Serenity